# Phanus marshallii
Phanus marshallii is een vlinder uit de familie van de dikkopjes (Hesperiidae). De wetenschappelijke naam van de soort is voor het eerst geldig gepubliceerd in 1880 door William Forsell Kirby.